# Área de Conservação da Paisagem de Karksi
A Área de Conservação da Paisagem de Karksi é um parque natural situado no Condado de Viljandi, na Estónia.
A sua área é de 210 hectares.
A área protegida foi designada em 2016 para proteger Karksi ou o Vale de Halliste, juntamente com a sua biodiversidade.